# Gran Parma Rugby 2004-2005

## Super 10 2004-05

### Stagione regolare
| Incontro                     | Andata | Ritorno |
| ---------------------------- | ------ | ------- |
| Gran Parma — Petrarca        | 27-29  | 11-16   |
| Gran Parma — Calvisano       | 21-32  | 8-35    |
| Gran Parma — Rovigo          | 35-19  | 14-37   |
| Viadana — Gran Parma         | 29-29  | 25-12   |
| Gran Parma — L’Aquila        | 18-18  | 9-47    |
| Leonessa — Gran Parma        | 25-23  | 24-23   |
| Gran Parma — Parma           | 24-31  | 6-8     |
| Benetton — Gran Parma        | 47-24  | 57-28   |
| Gran Parma — Amatori Catania | 28-6   | 10-29   |

#### Risultati della stagione regolare
| Posizione | G  | V | N | P  | PF  | PS  | DP   | B | Pt |
| --------- | -- | - | - | -- | --- | --- | ---- | - | -- |
| 9ª        | 18 | 4 | 2 | 12 | 357 | 507 | +150 | 8 | 28 |

## Coppa Italia 2004-05

### Prima fase
| Incontro                     | Risultato |
| ---------------------------- | --------- |
| Viadana — Gran Parma         | 58-12     |
| Gran Parma — Calvisano       | 29-23     |
| Petrarca — Gran Parma        | 20-36     |
| Gran Parma — Amatori Catania | 30-24     |

#### Risultati della prima fase
| Posizione | G | V | N | P | PF  | PS  | DP  | B | Pt |
| --------- | - | - | - | - | --- | --- | --- | - | -- |
| 2ª        | 4 | 3 | 0 | 1 | 107 | 128 | -21 | 3 | 15 |

### Fase finale
| Turno | Incontro              | Risultato |
| ----- | --------------------- | --------- |
| SF    | Benetton — Gran Parma | 23-19     |

## European Challenge Cup 2004-05

### Turno preliminare
| Incontro         | Andata | Ritorno |
| ---------------- | ------ | ------- |
| Gran Parma — Pau | 15-35  | 22-31   |

## European Shield 2004-05

### Ottavi di finale
| Incontro               | Andata | Ritorno |
| ---------------------- | ------ | ------- |
| Académica — Gran Parma | —      | —       |

### Quarti di finale
| Incontro          | Andata | Ritorno |
| ----------------- | ------ | ------- |
| Auch — Gran Parma | 50-12  | 5-14    |